# Râul Răchita, Horezu
Râul Răchita este un curs de apă, afluent al râului Horezu. 